# Ігнатій Цетнер
Ігна́тій Це́тнер, або Ігнацій Цетнер гербу Пшерова (пол. Ignacy Cetner; 1728 — бл. 1800) — польський шляхтич, з 1783 р. граф, військовик, державний діяч. Полковник королівських військ. Представник роду Цетнерів.

## Біографія
Син Антонія Цетнера — коритницького старости, та його дружини Анни з Красіцьких. Брат «цьотечний» Іґнація Красіцького.
1740 р. став поручником в інфантерії Міхала Казимира «Рибоньки» Радзивілла. Посол на сейм від Галицької землі у 1756, 1758, 1761 р., від Руського воєводства 1760 р., не виступав. Не відомо, за що отримав від Генріха Брюля посаду коронного обозного після Вельгорського 30 січня 1762 р., орден Білого Орла 3 серпня 1762 р., посаду белзького воєводи 20 березня 1763 р. Мешкав у дідичному Краківці, де власноручно працював у садах (без господарського смислу; управителі сильно його обкрадали, він зі сльозами скаржився на це поету Францішекові Карпінському).
З дружиною Людвікою з Потоцьких (дочка київського воєводи Станіслава) «не міг дати ради», давав їй право вести самостійну політику (опікувала бунтарів, підтримувала Весселя, Мнішеха проти єпископа Красіньского). Опортуніст, підтримував Чорторийських під час безкоролів'я, підписав їх лист до Відня та Версалю (квітень 1764 р.), голосував за С. А. Понятовського, на коронаційному сеймі вніс пропозицію про надання титулу князя для Понятовських. Підписався під Радомською конфедерацією (23 червня 1767 р.), після вибуху Барської конфедерації виїхав за угорський кордон. У 1770—1771 р. був у Ґданську. З кінця 1772 р. цісарський підданий, з 1775 р. цісарсько-королівський таємний радник, з 20 березня 1783 р. граф і член стану магнатів. У 1783 р. — маршалок великий коронний Галичини і Володимирії. Для того, щоб втриматись в статусі магната, разом з давніми приятелями (Єжи Оссоліньским, Потоцькими) видав посвідчення геральдичні, уклав транзакцію соляну з Йозефом ІІ. Мав Рошнівське староство на Київщині, чимало боргів. Задля їх сплати дозволив вирізати ліси «Поточчизни», погодився бути слугою слуг для короля С. А. Понятовського, отримав дозвіл на «цесію» Белзького воєводства. Вітав конституцію 3 травня 1791 р.
Мав доньку Анну (1764 р.) — добре виховану, багату, 4 рази виходила заміж. Чоловіки: Юзеф Сангушко, Казимир Нестор Сапіга, Каєтан Потоцький — староста димерський, ужендувський, Кароль Лотарінзький д'Ельбеф і Ламбеск.
Засновник парку «Цетнерівка» у Львові. Дідич Надвірної, разом із дружиною Людвікою надавали кошти для виготовлення обрядових предметів місцевого Костелу Небовзяття Пресвятої Діви Марії. Маєтність у Надвірній у 1786—1787 роках продав.